# Мијалко Раснички
Мијалко Раснички је псеудоним под којим група аутора пише текстове за пиротски лист Слобода.

## Историјат
Године 1953, лист Слобода уводи рубрику Хумор. Маја следеће године, 1954. појавио се први Мијалко Раснички, с.р. Главни и одговорни уредник био је Миле Видановић. 
Творац Мијалка је био Никола Петровић Ушак, дугогодишњи истражни судија Окружног суда у Пироту. Поред главног уредника и Николе, „рађању“ Мијалка припомогли су и Мирослав Пауновић Паун и Витомир Живковић.
У народу у то време говорило: „Зацепује се како Мијалко изи Расницу“ – кад неко поставља неумесна или провокативна питања. Чуло се и: „Тија гони Мијалка“ – за човека који стално нешто истражује.
Текстописац првог Мијалка био је његов стваралац - Никола Ушак. Он је и измислио оно: с.р. – што ће рећи својеручно, али и мото под којим се јавља Мијалко, тако да је и свако наредно писмо почињало: „Ја че се зацепујем па че ви питујем“ или „Ја че се зацепујем па че ви казујем“. Тиме је Никола изабрао мимикрију као одбрану од напада оних који се осете погођеним па затраже партијску или другу одговорност за чланкописца и Редакцију.
Са краћим прекидима, рубрика Мијалка трајала је све до 1994. године када је требало да прослави 40 година, а Слобода 50 година – у јубиларном издању листа о Мијалку ни речи, осим што га је једном реченицом хтео да спомене један од ранијих главних уредника, Томислав Г. Панајотовић, али је штампарском грешком уместо Мијалко испало Мидалко. 
Витомир Живковић је аутор другог прилога Мијалка Расничког и писао је за рубрику све до 1967. 
Осим Николе Ушка, Милета Видановића и Витомира Живковића, за ово време су објављени и прилози следећих аутора: Душка Панића – који је био и главни и одговорни уредник листа у једном периоду времена. Новинари листа Слобода: Мија Дрнда, Мија Маслар и Љубиша Пиштољ. Затим, Мића Стојановић, професор Филозофског факултета у Нишу, Радован Живковић, магистар књижевности, Правдољуб Николић, магистар књижевности, Божидар Живић, Синиша Стаменовић, новинари Слободе, Томислав Г. Панајотовић, публициста, председник СО Пирот, народни посланик. Повремено са прилозима јављали су се: Миле Поповић, магистар географије, Новица Живковић, професор књижевности, Власта Живковић Баџа и Момчило Цветковић. 
У периоду од 1968. године главни, а често и једини носилац активности на рубрици Мијалко вам пише је Томислав Панајотовић. Уз њега се повремено јављају Радивоје Лола Џунић и Јован Андоновић Ставрија. Витомир Живковић због свог политичког ангажовања није смео да учествује у писању рубрике међутим, пише поново крајем 1987. године.
Људи су куповали Слободу због Мијалка и ова рубрика је постала имиџ листа. Чак се на јавним скуповима, а и у приватном животу могло чути: Това Мијалко требе да тури у Слободу; Че те тури Мијалко на своје место; Това је само да се јави на Мијалка да га он пропушти кроз решето; Саде ако дочује Мијалко, не ђине ти „слика“ у Слободу; Че те „наслика“ Мијалко, че стигне аб'р до њега.
Душко Ћирић и Томислав Г. Панајотовић су штампали прву, па другу књигу са насловом Мијалко Раснички вам прича са текстовима које нису пре тога објављивали у истој рубрици листа Слобода.